# كرة القدم في فرنسا

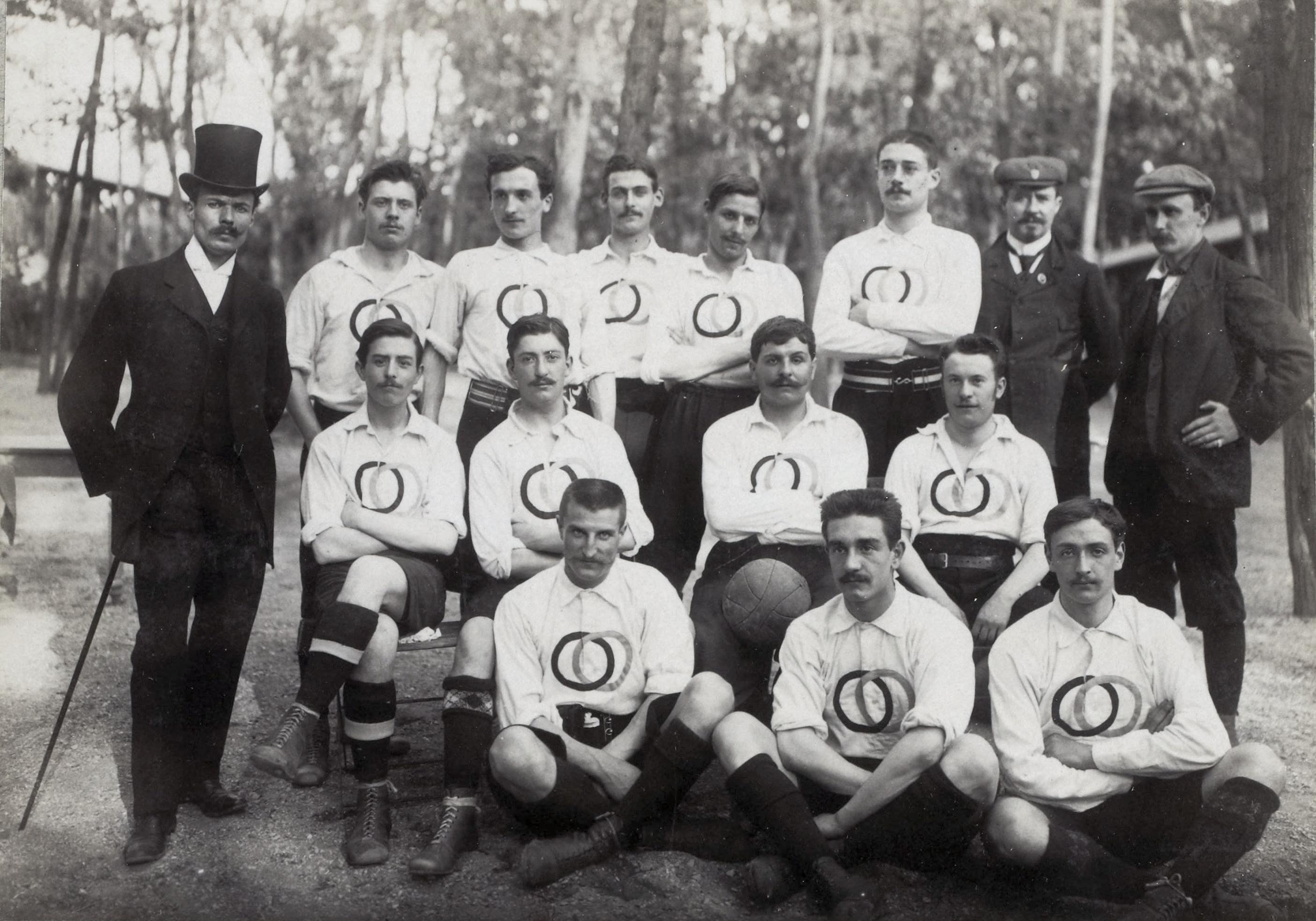
فرنسا في دورة الألعاب الأولمبية الصيفية لعام 1900.

كرة القدم هي الرياضة الأكثر شعبية في فرنسا. الاتحاد الفرنسي لكرة القدم (FFF، Fédération Française de Football) هو الهيئة الوطنية الحاكمة وهو مسؤول عن الإشراف على جميع جوانب كرة القدم في البلاد، سواء المحترفين أو الهواة. ينظم الاتحاد كأس فرنسا وهو مسؤول عن تعيين إدارة فرق كرة القدم الوطنية للرجال والنساء والشباب في فرنسا. يمنح الاتحاد مسؤولية دوري الدوري الفرنسي 1 والدوري الفرنسي 2 إلى دوري كرة القدم للمحترفين الفرنسية الذي يشرف على الدوريين الأول والثاني في البلاد وينظمهما ويديرهما. LFP مسؤول أيضًا عن تنظيم كأس الرابطة الفرنسية، مسابقة كأس الدوري في البلاد. يشرف الاتحاد الفرنسي لكرة القدم أيضًا على الإدارات والأقاليم فيما وراء البحار ويستضيف نادي كرة القدم نادي موناكو، وهو ناد يقع مقره في دولة موناكو المستقلة ذات السيادة. في عام 2006، كان لدى الاتحاد الدولي لكرة القدم 2,143,688 ترخيصًا، مع أكثر من 1,850,836 لاعبًا مسجلاً و 18,194 ناديًا مسجلاً.
تم تقديم أول نادٍ لكرة القدم إلى فرنسا في عام 1863، كما ورد في مقال صحفي بقلم الإسكتلندي، جاء فيه أن «عددًا من السادة الإنجليز الذين يعيشون في باريس نظموا مؤخرًا نادٍ لكرة القدم... تقام مسابقات كرة القدم في غابة بولونيا، بإذن من السلطات وتفاجئ الفرنسيين بشكل مذهل.»  تم تقديم كرة القدم الحديثة بعد تسع سنوات في عام 1872 من قبل البحارة الإنجليز الذين كانوا يلعبون في لوهافر عام 1872.

## نظام الدوري

### الرابطة المهنية لكرة القدم

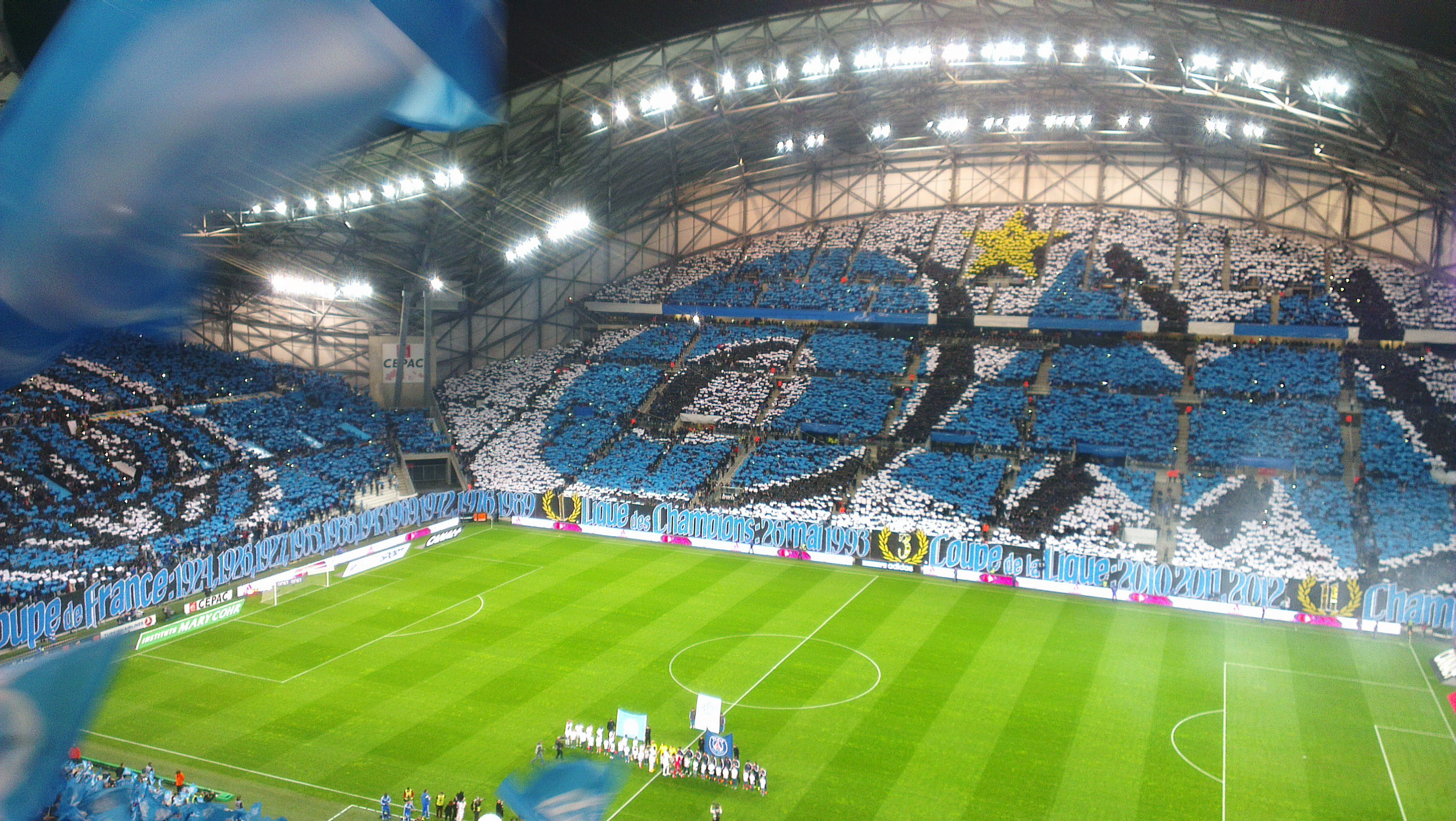
ملعب Stade Vélodrome، موطن أولمبيك مرسيليا، قبل مباراة ضد باريس سان جيرمان في عام 2015.

أعلى فرقتين كرة القدم الفرنسية، الدوري الفرنسي 1 والدرجة 2، تحكمها الدوري الفرنسي لكرة القدم بروفشنال. الدوري مسؤول عن الإشراف على الدوريين وتنظيمهما وإدارتهما، كما أنه مسؤول أيضًا عن 46 ناديًا محترفًا لكرة القدم تنافس كرة القدم في فرنسا (20 في الدوري الفرنسي 1 و 20 في الدوري الفرنسي 2 و 6 في البطل الوطني ).
الدوري الفرنسي 1 هو الدوري الفرنسي المحترف لأندية كرة القدم. إنها مسابقة كرة القدم الأساسية في البلاد وهي بمثابة القسم الأول في نظام الدوري الفرنسي لكرة القدم. يتنافس عليه 20 ناديًا، ويعمل على نظام الصعود والهبوط مع دوري الدرجة الثانية. الدوري الفرنسي 1 هي واحدة من أهم البطولات الوطنية، وتحتل حاليا المركز الخامس في أوروبا وراء الإنجليزية الدوري الممتاز والإسبانية الدوري الاسباني، الألمانية الدوري الألماني، والإيطالي دوري الدرجة الاولى الايطالي. تم افتتاح الدوري الفرنسي 1 في 11 سبتمبر 1932 تحت اسم National قبل أن ينتقل إلى القسم 1 بعد عام من وجوده. استمر الاسم حتى عام 2002 قبل التبديل إلى اسمه الحالي. بطل فرنسا الحالي هو نادي ليل، الذي حصل على لقبه الرابع في عام 2021.
دوري الدرجة الثانية هو القسم الثاني لكرة القدم الفرنسية. يتنافس عليها 20 ناديًا، وهي تعمل على نظام الصعود والهبوط مع البطل الوطني. تم إنشاء الدوري في عام 1934، أي بعد عام من الدوري الفرنسي الأول، وكان يتألف من 23 ناديًا تم تقسيمهم إلى مجموعتين، نورد وساود.

### البطل الوطنية
البطل الوطني هو القسم الثالث لكرة القدم الفرنسية. على الرغم من أن الدوري يضم العديد من الأندية الأعضاء في الدوري الفرنسي كرة القدم للمحترفين، إلا أنه لا تحكمه المنظمة في المقام الأول بسبب رفض القسم الثالث لكرة القدم الفرنسية تقسيم أرباحه إلى أسهم أصغر، حتى يتمكنوا من التعاون مع العديد من الأندية الهواة في الدوري مساعدتهم على أن يصبحوا محترفين. يدير الاتحاد الفرنسي لكرة القدم الدوري الذي تأسس عام 1993 تحت اسم ناشيونال 1. يتنافس عليه 20 ناديًا، وهو يعمل على نظام الصعود والهبوط مع الدوري الفرنسي الدرجة الرابعة.

### البطل الوطني 2
دوري البطل الوطني 2 هو القسم الرابع لكرة القدم الفرنسية ويضم عادة 72 ناديًا لكرة القدم. معظم الأندية التي تشارك في الدوري هي أندية هواة، لكن هناك عددًا قليلاً من الأندية شبه المحترفة. يتكون القسم الرابع لكرة القدم الفرنسية من 72 ناديًا موزعة على 4 مجموعات متوازية من 18. إنه مفتوح لأفضل الفرق الاحتياطية في فرنسا وأندية الهواة في فرنسا، على الرغم من أن أندية الهواة فقط هي المؤهلة للترقية إلى البطل الوطني. يتم ترقية فريق الهواة الذي يحتل المركز الأول في كل مجموعة، ليحل محله صاحب المركز الرابع الأقل مرتبة في البطولة الوطنية.

### البطل الوطني 3
البطل الوطني 3 هو القسم الخامس في كرة القدم الفرنسية ويتألف عادة من 168 فريقًا في 12 مجموعة من 14 منظمة لتتماشى مع البطولات الإقليمية. يتم ترقية الفرق الإثني عشر (كل من الهواة والاحتياطيين من الفرق المحترفة في الأقسام العليا) التي تتصدر دوريهم إلى البطل الوطني 2. يتم تحديد الهبوط من البطل الوطني 3 من خلال كل من المركز في المجموعة والمنطقة التي ينتمي إليها النادي. عادة، يتم هبوط نادٍ واحد إلى كل دوري إقليمي يغذي تلك المجموعة.

### كرة القدم للهواة
يتم تنظيم وإدارة كرة القدم للهواة في فرنسا من قبل الدوري الفرنسي كرة القدم للهواة. الاتحاد الفرنسي لكرة القدم، تحت إشراف الاتحاد الفرنسي لكرة القدم، مسؤول عن إدارة وتوحيد أعمال البطولات الإقليمية والمناطقية بدءًا من قسم الشرف وصولاً إلى الدرجة الأدنى.

### كرة القدم النسائية
تتكون كرة القدم النسائية في فرنسا من ثلاثة أقسام، القسم 1 فيمينين، والشعبة 2 فيمينين، والشعبة 3 فيمينين. دوري النساء هو الدوري الأعلى لاتحادات أندية كرة القدم النسائية في فرنسا. وهي تعادل الإناث في دوري الدرجة الأولى للرجال وتتنافس عليها 12 ناديًا. يعمل الدوري على نظام الصعود والهبوط مع الدوريات الدنيا ويحكمه الاتحاد الفرنسي لكرة القدم، الذي أعاد إحياء دوري السيدات في عام 1974.

### البطولات في الخارج
البطولات الموجودة في الإدارات والأقاليم الخارجية في فرنسا تدار من قبل الاتحادات الخاصة بها تحت إشراف الاتحاد الفرنسي لكرة القدم. وفقًا لقواعد FFF، يُسمح للأندية في الدوريات بالمشاركة في مسابقات الاتحاد بناءً على مواقعها الإقليمية. على سبيل المثال، يُسمح لبطل الدوري الإنجليزي الممتاز بالاندماج في دوري أبطال إفريقيا.

## مسابقات الكأس

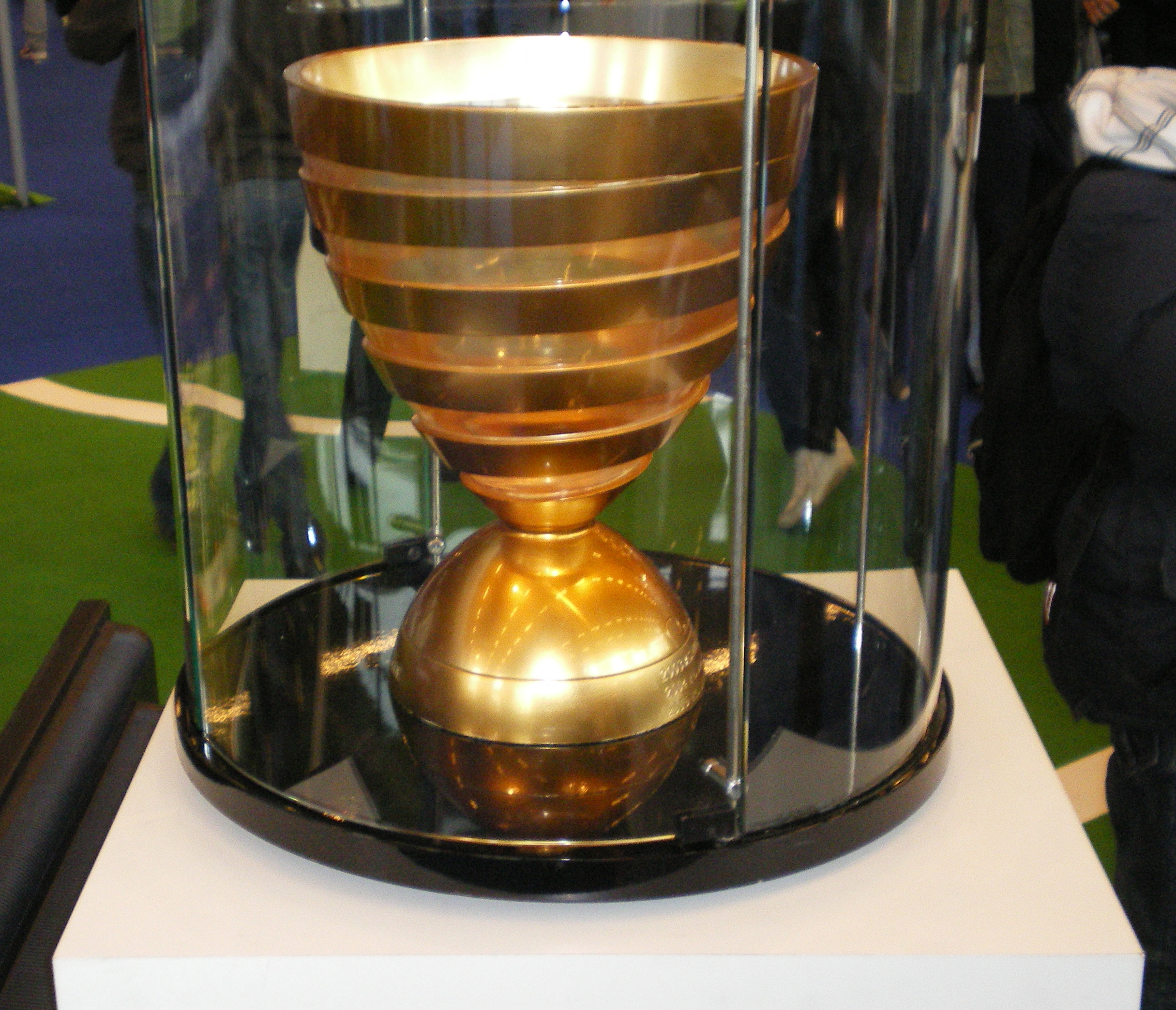
كأس الدوري الفرنسي الكأس.

أهم مسابقة كأس في فرنسا هي كأس فرنسا. ومع ذلك، فإن العديد من الكؤوس الوطنية الأخرى تستهدف الأندية على مستويات مختلفة.
- كوبيه دي فرانس هي أول منافسة في كأس خروج المغلوب في كرة القدم الفرنسية. إنه مفتوح لجميع أندية كرة القدم للهواة والمحترفين في فرنسا، بما في ذلك الأندية الموجودة في الأقسام والأقاليم الخارجية. تقام المباراة النهائية على ملعب فرنسا، وخلال موسم 2016-2017، احتفلت الذكرى المئوية لتأسيسها.
- كانت كأس الرابطة الفرنسية ثاني بطولة كبرى في فرنسا. كان معروفا خارج فرنسا باسم كأس رابطة الاندية الفرنسية، وكان خروج المغلوب مسابقة الدوري كوب من الدوري الفرنسي لكرة القدم بروفشنال المنظمة. على عكس كأس فرنسا، كان مفتوحًا فقط للأندية المحترفة التي كانت أعضاء في LFP. تم إيقاف المنافسة في عام 2020 لمنع ازدحام المباريات.
- تُلعب كأس الأبطال الفرنسي كل شهر يوليو كمباراة لمرة واحدة بين الفائزين في كأس فرنسا وأبطال الدوري الفرنسي 1.
- تنظم اتحادات الهواة الإقليمية في فرنسا مسابقات الكأس الخاصة بها التي يديرها الاتحاد الفرنسي لكرة القدم. على سبيل المثال، تتميز كأس بورغوندي فقط بنوادي الهواة الموجودة في منطقة برغونية.
- تشمل أكواب الشباب كوبيه جامبارديلا، وكوبيه ناشيونال، وكوبيه فيديرال. أقيمت مسابقة كأس كأس جامبااريلا بين أندية كرة القدم الفرنسية تحت 19 سنة. تقيم كأس الوطن مسابقات مزدوجة لفرق تحت 13 سنة وتحت 15 سنة من أندية كرة القدم، في حين تقيم كأس الاتحاد مسابقة كأس وطنية لفرق تحت 16 سنة.
- كأس ما وراء البحار هي مسابقة كأس كرة القدم التي تم إنشاؤها في عام 2008. تم تصميمه لجعل فرق كرة القدم الوطنية للأقاليم الخارجية تتنافس ضد بعضها البعض.
- تتكون منافسات كأس كرة القدم للسيدات في فرنسا من تحدي فرنسا كوبيه الوطنية كوبيه فيديرال. تحدي فرنسا هو مسابقة الكأس الأولى المخصصة حصريًا لأندية كرة القدم النسائية الفرنسية. المسابقة مفتوحة لجميع الفرق النسائية المحترفة وغير المحترفة في الدولة. الكوبيه الوطنية تقيم مسابقة كأس للشباب لفرق تحت 14 سنة، بينما الكوبيه الاتحادية تقيم مسابقات الكأس لفرق تحت 13 وتحت 16 سنة.

## سجلات المنافسة

### دوري أبطال أوروبا
تأهلت الفرق التالية إلى دور الثمانية في كأس أوروبا / دوري أبطال أوروبا.
- مارسيليا ( 1989-1990- نصف النهائي، 1990-1991- الوصيف، 1992-93- الأبطال، 2011-12- ربع النهائي)
- موناكو ( 1993–94- نصف النهائي، 1997–98- نصف النهائي، 2003–04- الوصيف، 2016–17- نصف النهائي)
- سانت إتيان ( 1974–75- نصف النهائي، 1975–76- الوصيف، 1976–77- ربع النهائي)
- ليون ( 2003-04 - ربع النهائي، 2004-05 - ربع النهائي، 2005-06 - ربع النهائي، 2009-10 - نصف النهائي، 2019-20 - نصف النهائي)
- ريمس ( 1955–56- الوصيف، 1958–59- الوصيف، 1962–63- ربع النهائي)
- بوردو ( 1984–85- نصف النهائي، 2009–10- ربع النهائي)
- باريس سان جيرمان ( 1994-1995 - نصف النهائي، 2012-13 - ربع النهائي، 2013-14 - ربع النهائي، 2015-16 - ربع النهائي، 2019-20 - الوصيف)
- نانت ( 1995-96- نصف النهائي)
- أوكسير ( 1996-97- ربع النهائي)

## المنتخبات الوطنية

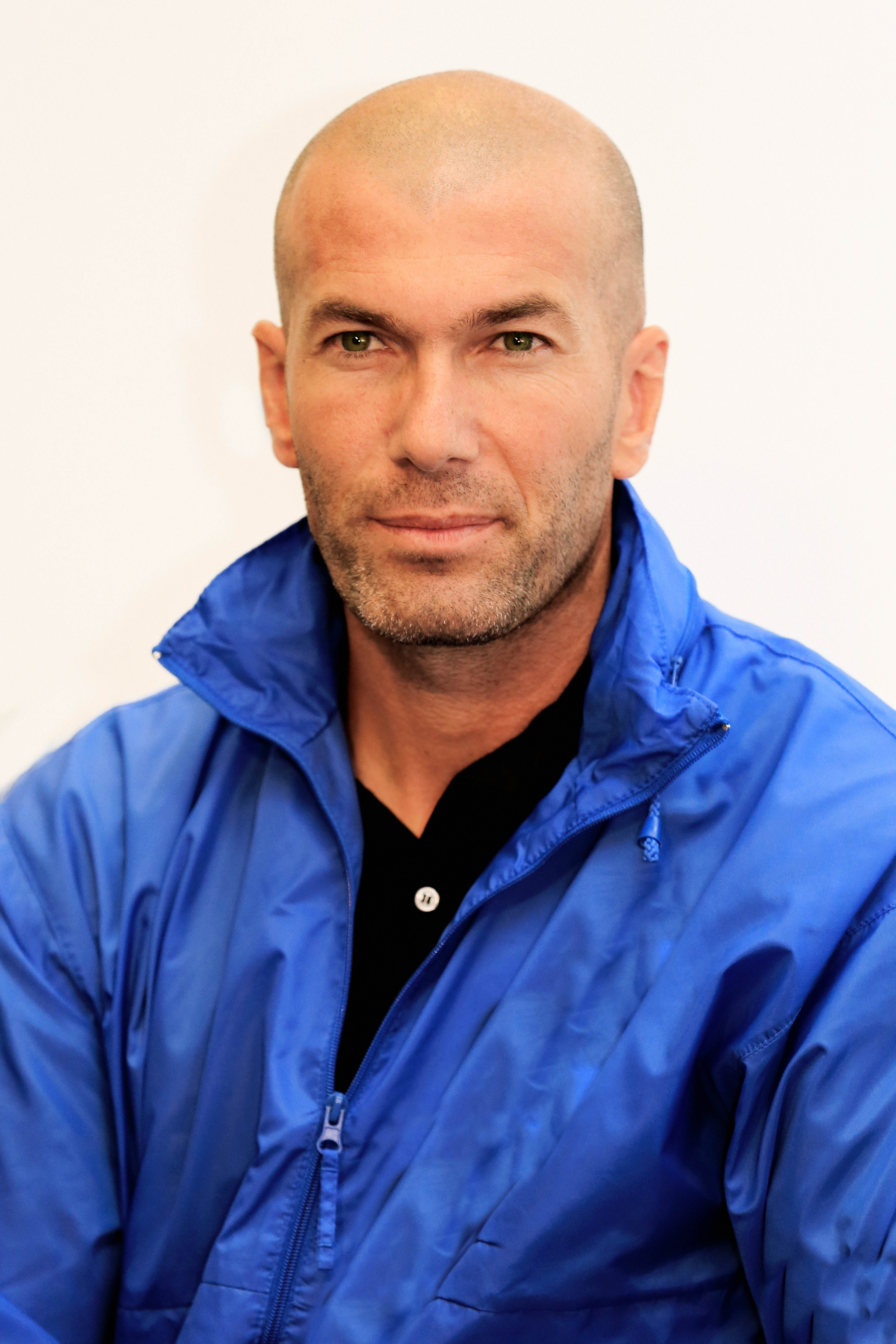
زين الدين زيدان، عضو المنتخب الوطني من 1994 حتى 2006.

يمثل المنتخب الفرنسي لكرة القدم فرنسا في كرة القدم الدولية. كانت فرنسا واحدة من الفرق الأوروبية الأربعة التي شاركت في افتتاح كأس العالم عام 1930 وهي واحدة من ثمانية منتخبات وطنية فازت بالبطولة، وهو ما فعلوه في عام 1998 عندما استضافوا الكأس، وهزموا البرازيل 3-0 في النهائي. فازوا بلقبهم العالمي الثاني بعد 20 عامًا، بعد هزيمة كرواتيا 4-2 في نهائي نسخة 2018 في روسيا. كما فازت فرنسا ببطولتين أوروبيتين في 1984 و2000، واستضافت البطولة في ثلاث مناسبات، بما في ذلك حملتها المنتصرة في 1984. بعد فوز فرنسا بكأس القارات عام 2001، أصبح المنتخب الوطني أول فريق يفوز بألقاب الرجال الثلاثة الأكثر أهمية التي نظمها : كأس العالم وكأس القارات والبطولة الأولمبية. وسيتبع ذلك انتصارات الأرجنتين والبرازيل في الألعاب الأولمبية الصيفية عامي 2004 و 2016.
يمثل المنتخب الفرنسي لكرة القدم للسيدات الدولة في كرة القدم النسائية الدولية. عانى المنتخب الفرنسي للسيدات في البداية على المسرح الدولي بعد إخفاقه في التأهل لثلاث نسخ من بطولات كأس العالم للسيدات وست بطولات أوروبية متتالية قبل أن يصل إلى ربع النهائي في نسخة 1997 من المسابقة. ومع ذلك، منذ بداية الألفية الجديدة، أصبحت فرنسا فريقًا وطنيًا متوسط المستوى وواحدًا من أكثر المنتخبات اتساقًا في أوروبا، بعد أن تأهلت لأول مرة على الإطلاق لكأس العالم للسيدات في عام 2003 ووصلت إلى ربع النهائي في الماضي. ثلاث بطولات أوروبية متتالية. كما استضافوا كأس العالم للسيدات 2019، ووصلوا إلى ربع النهائي.
تتكون فرق كرة القدم الوطنية للشباب في فرنسا من منتخبات وطنية محددة السن تبدأ بمنتخب فرنسا الوطني لكرة القدم تحت 16 عامًا وتنتهي بمنتخب فرنسا الوطني لكرة القدم تحت 21 عامًا. منذ فترة تدريب إيمي جاكيه، هناك قاعدة غير مكتوبة بين كبار مدربي المنتخب الوطني مفادها أن اللاعبين الذين تم استدعاؤهم للمنتخب يجب أن يكون لديهم خبرة دولية سابقة مع فريق أقل من 21 عامًا.

### فرق الأقسام الوطنية في الخارج
تعمل الفرق الوطنية للأقسام الخارجية التالية كفرق مغذية للمنتخب الوطني الفرنسي لكرة القدم. تدار جميع الفرق من قبل الاتحاد الخاص بها تحت سلطة الاتحاد الفرنسي لكرة القدم.
| الفريق الوطني  | ترتيب Elo | مدير            | ملعب                    | عضو جمعية (ق)                                       |
| -------------- | --------- | --------------- | ----------------------- | --------------------------------------------------- |
| غيانا الفرنسية | 159       | Zulémaro        | ستاد دي بادويل          | كأس الكونكاكاف الذهبية والاتحاد الكاريبي لكرة القدم |
| جوادلوب        | 91        | RogerSalnot     | ملعب رينيه سيرج ناباجوث | كأس الكونكاكاف الذهبية والاتحاد الكاريبي لكرة القدم |
| مارتينيك       | 115       | TheodoreAntonin | ملعب الشرف دي ديلون     | كأس الكونكاكاف الذهبية والاتحاد الكاريبي لكرة القدم |
| جمع شمل        | 138       | يحدد لاحقًا      | ستاد جان إيفولا         | كاف                                                 |
| القديس مارتن   | 193       | AndyGerard      | يحدد لاحقًا              | كأس الكونكاكاف الذهبية والاتحاد الكاريبي لكرة القدم |

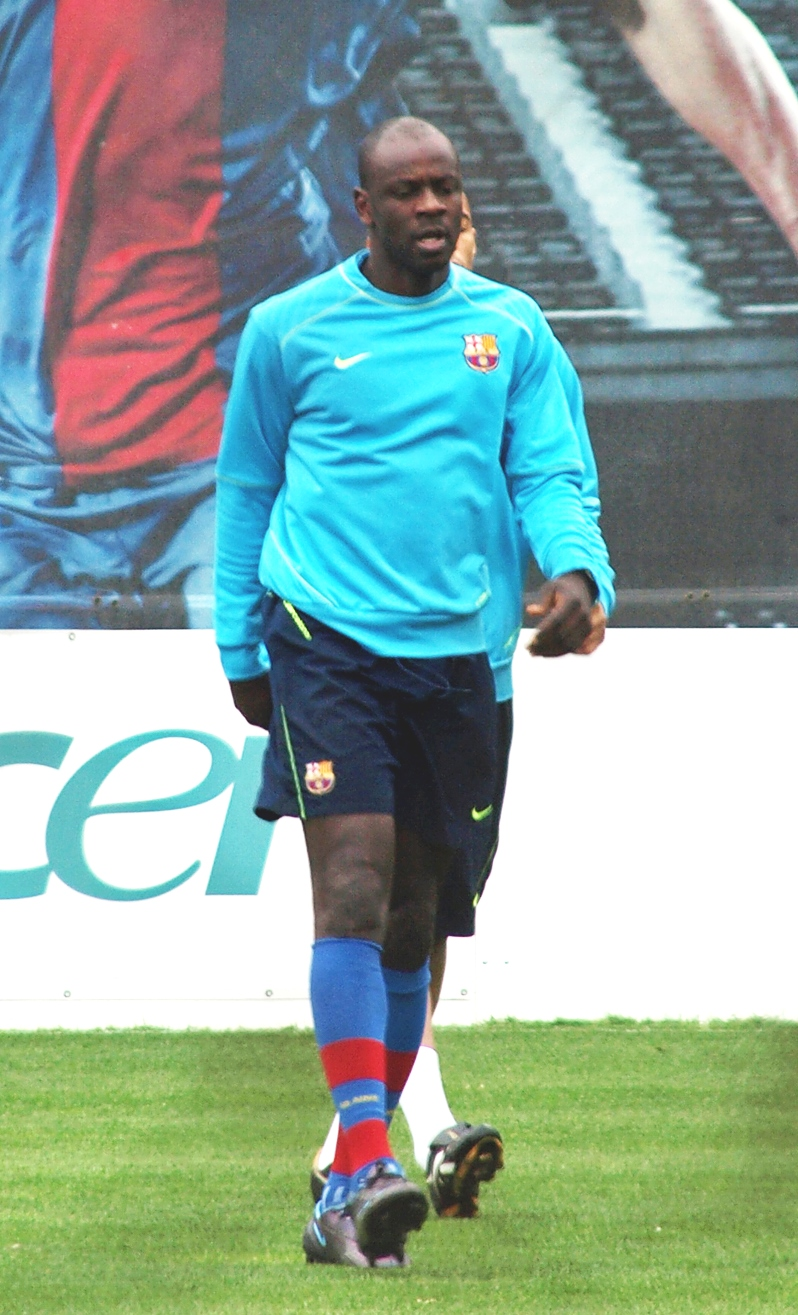
ليليان تورام، من جوادلوب، هو أكثر لاعبي كرة القدم توجًا بين الرجال في البلاد.

كإدارة خارجية للجمهورية الفرنسية، كل فريق وطني ليس عضوًا في الاتحاد الدولي لكرة القدم، وبالتالي فهو غير مؤهل لدخول كأس العالم. ومع ذلك، نظرًا لأن سكان الأقسام الخارجية هم مواطنون فرنسيون، فإن اللاعبين مؤهلون للعب مع فريق كرة القدم الوطني الفرنسي. جوادلوب، مارتينيك، سانت مارتن، وغيانا الفرنسية هم أعضاء منتسبون في كأس الكونكاكاف الذهبية وهم أعضاء كاملون في الاتحاد الكاريبي لكرة القدم، وبالتالي فهم مؤهلون لجميع المسابقات التي ينظمها كلاهما، بينما ريونيون أعضاء منتسبون في كاف. وبالفعل، ووفقًا لمركز الاتحاد الفرنسي لكرة القدم (المادة 34، الفقرة 6): «تحت سيطرة الاتحادات القارية ذات الصلة، وبموافقة الاتحاد الدولي لكرة القدم، يمكن لهذه البطولات تنظيم أحداث رياضية دولية على المستوى الإقليمي أو إنشاء فرق من أجل المشاركة فيها».
هناك قاعدة خاصة في كأس الكونكاكاف الذهبية تسمح للاعبين بالانضمام إلى الفريق فقط إذا لم يلعبوا مع فرنسا خلال السنوات الخمس الماضية. على الجانب الآخر، يُسمح لأي لاعب ينضم إلى الفريق بالانضمام إلى المنتخب الفرنسي بعد ذلك دون قيود زمنية.
كان استخدام لاعبي الأقسام الخارجية مفيدًا للغاية فيما يتعلق بالمنتخب الفرنسي. ليليان تورام وبرنارد لاما، المولودان في جوادلوب ومارتينيك، على التوالي، كانا جزءًا من الفريق الفائز في نهائيات كأس العالم 1998 . كان من بين أعضاء الفريق أيضًا تييري هنري وبرنارد ديوميد، الذين، على الرغم من ولادتهم في العاصمة الفرنسية، كانوا من نسل والديهم من أقسام ما وراء البحار. حاليًا، فلورنت مالودا (جويانا الفرنسية)، ويليام جالاس، ميكائيل سيلفستر، ميشيل سياني (جوادلوب)، نيكولاس أنيلكا (مارتينيك)، غيوم هوارو وفلورنت سيناما بونغول (ريونيون) هم أعضاء في الفريق الوطني الذين ينحدرون إما من أو من عائلات تنحدر من الإدارات الخارجية.

## روابط خارجية
- موقع رسمي